# Matteo Guardalben
Matteo Guardalben (Nogara, 5 de junho de 1974) é um ex-futebolista italiano que atuava como goleiro.

## Carreira
Formado na base do Hellas Verona, Guardalben foi promovido ao elenco principal em 1991, aos 17 anos. Alternando como terceiro e segundo goleiro, não disputou nenhum jogo até 1994, quando foi emprestado ao Massese, então na antiga Série C1, tendo atuado em 27 partidas. Reintegrado ao time principal do Verona em 1995, agora como reserva do titular Fabrizio Casazza, atuou em 5 partidas na campanha do acesso à Série A. Na temporada seguinte, iniciou novamente como segunda alternativa para o gol dos Gialloblú e assumiu a titularidade durante o campeonato, mas não evitou o rebaixamento à Série B de 1997–98.
Ainda em 1997, foi contratado pelo Parma, sendo reserva de Gianluigi Buffon. Atuou com mais frequência na Copa da Itália (13 jogos), vencendo a edição de 1998–99 e também fez parte do time campeão da Copa da UEFA e da Supercopa da Itália, mas não entrou em campo nenhuma vez.
Defendeu ainda Piacenza e Palermo até voltar ao Parma por empréstimo, em 2006. Guardalben vestiria posteriormente as camisas de Vicenza, Treviso, Sampdoria (não chegou a atuar) e Modena, última equipe de sua carreira profissional.

## Carreira internacional
Guardalben chegou a ser convocado 3 vezes para a Seleção Italiana, mas não foi utilizado em nenhum jogo pela Squadra Azzurra.

## Títulos
Parma
- Copa da UEFA: 1998–99
- Copa da Itália: 1998–99
- Supercopa da Itália: 1999